# Estación de Garges - Sarcelles
La estación de Garges - Sarcelles es una estación ferroviaria francesa situada en las comunas de Garges-lès-Gonesse y Sarcelles, en el departamento del Valle del Oise al norte de París. Por ella circulan los trenes de cercanías de la línea D del RER.

## Historia
Es una estación relativamente reciente dado que fue inaugurada el 11 de enero de 1959. 
El 27 de septiembre de 1987 se integró en la línea D del RER.
Debido a que se encuentra en un barrio conflictivo con un alto nivel de delincuencia y vandalismo, el 24 de mayo de 2004 fue inaugurada una comisaría de proximidad con el fin de mejorar la seguridad en el recinto.

## La estación
Luce un diseño moderno que emplea vidrio y metal. Su fachada principal está adornada con tres grandes arcos que forman tres largas cubiertas semicirculares. Dispone de tres andenes, uno lateral y dos centrales al que acceden 4 vías. Una quinta vía fue añadida en la década de los 90 con la construcción de la LAV Norte.